# 藤沼司
藤沼 司（ふじぬま つかさ、1969年 - ）は、日本の経営学者。青森公立大学経営経済学部教授。

## 人物
1969年栃木県に生まれる。武蔵大学経済学部経済学科卒業。桃山学院大学大学院経営学研究科修士課程修了。明治大学大学院経営学研究科博士後期課程単位取得退学。愛知産業大学経営学部講師を経て、2008年4月に青森公立大学准教授に着任。

## 著書
- Process: Religion and Society (Dharmaram Process Series – 3) （共著）, Dharmaram Publications, 2012。
- 『メイヨー＝レスリスバーガー―人間関係論―（経営学史叢書第III巻）』（共著）、文眞堂、2013年。
- 『経営学の再生―経営学に何ができるか―（経営学史学会年報第21輯）』（共著）、経営学史学会編、文眞堂、2014年。
- 『経営学と文明の転換―知識経営論の系譜とその批判的研究―（現代経営学選集II第9巻）』（単著）、文眞堂、2015年。